# Hradec nad Svitavou
Hradec nad Svitavou – gmina w Czechach, w powiecie Svitavy, w kraju pardubickim. Według danych z dnia 1 stycznia 2013 liczyła 1659 mieszkańców.
W miejscowości jest przystanek kolejowy Hradec nad Svitavou.